# Epic (roman)
Epic este un roman SF din 2004 de Conor Kostick. Este primul roman din trilogia sa Avatar Chronicles.

## Prezentare
Romanul are loc într-o lume numită Noul Pământ și prezintă viața unui băiat numit Erik Haraldson și implicarea sa într-un joc numit Epic. Acesta este un joc virtual similar cu World of Warcraft și Everquest, diferența fiind că interacțiunea cu acest joc afectează în mod direct veniturile, situația socială și carierele celor care joacă. Din această cauză   se produce o separare tot mai mare a puterii, care imită lumea reală, unde cei care au bani și putere tind să o mențină, și cei care nu au tind să rămână săraci (atât în joc cât și în viața reală). Pentru a-și câștiga aprecierea în joc și astfel în viața reală, jucătorii săraci trebuie să lucreze în joc pentru întreaga lor viață, sperând să devină suficient de puternici pentru a lua parte la provocările formulate de elită pentru premii. Cu aceste premii, cetățenii pot trăi mai confortabil în viața reală.

## Legături externe
- en  Istoria publicării lucrării Epic la Internet Speculative Fiction Database

## Vezi și
- 2004 în științifico-fantastic
- Realitatea simulată în ficțiune